# Damien Broderick

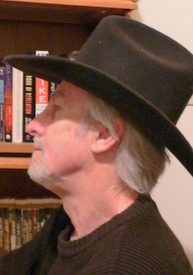
Damien Francis Broderick

Damien Francis Broderick (* 22. April 1944 in Melbourne, Australien; † 20. April 2025) war ein australischer Autor, der Science-Fiction und populärwissenschaftliche Bücher schrieb. Von dem Begriff Virtuelle Realität wird manchmal gesagt, er sei das erste Mal in Brodericks Science-Fiction-Roman The Judas Mandala benutzt worden.
Broderick war Träger eines Doktorgrads in Literatur der Deakin University in Australien, er schrieb seine Dissertation über vergleichende Semiotik in wissenschaftlicher, literarischer und Science-Fiction-Textualität.
Damien Broderick lebte unter anderem in Melbourne und Lockhart, Texas. Er war mit Barbara Lamar verheiratet. Er arbeitete außerdem als Science-Fiction-Redakteur für das australische populärwissenschaftliche Magazin Cosmos.

## Werk
Vier von Brodericks Romanen wurden mit dem Ditmar Award ausgezeichnet (einschließlich des Buches Transmitters, das als Nicht-Science-Fiction-Werk einen gesonderten Preis erhielt). Der erste Roman The Dreaming Dragons war der Zweitplatzierte für den Campbell Award für den besten Roman. Im November 2003 erhielt Broderick vom Australia Council for the Arts ein Stipendium über zwei Jahre (2004 und 2005), um Romane über die Technologische Singularität zu schreiben. Im Jahr 2005 erhielt er den Distinguished Scholarship Award der International Association for the Fantastic in the Arts.
Brodericks bekannteste wissenschaftliche Werke sind The Spike (1997, überarbeitet 2001), ein wissenschaftliches Buch über die Technologische Singularität, und The Last Mortal Generation (1999), in dem er über radikal verlängerte, aber immer noch jugendliche Lebensphasen schrieb.
Sein Roman The Hunger of Time (2004, mit Rory Barnes) wurde als E-Book und Book-on-Demand veröffentlicht. Seine neueren Studien x, y, z, t: Dimensions of Science Fiction (2004) und Ferocious Minds: Polymathy and the New Enlightenment (2005) wurden ebenfalls als Book-on-Demand veröffentlicht. Die Titelbilder von The Hunger of Time und x, y, z, t: Dimensions of Science Fiction wurden von dem schwedischen Transhumanisten Anders Sandberg gestaltet, ebenso die Anthologie Earth is but a Star, in der Broderick verschiedene Science-Fiction-Geschichten zusammenfasst, die sich alle mit der fernen Zukunft befassen.
Zu seinen neueren Romanen gehören Godplayers (2005), der in die jährliche Liste der empfehlenswerten Bücher der Fachzeitschrift Locus aufgenommen wurde, sowie K-Machines (2006), der 2007 den Aurealis Award für den besten Science-Fiction-Roman erhielt. Außerdem zählt der Comic I Suppose a Root's Out of the Question? A Comedy of Bad Manners (2007) dazu, den er mit Rory Barnes schrieb. Mit seiner Frau, Barbara Lamar, schrieb er außerdem den Science-Fiction-Thriller Post Mortal Syndrome, der in der Zeitschrift Cosmosveröffentlicht wurde.
Broderick schrieb auch mehrere Hörspiele, darunter sowohl Vertonungen seiner eigenen Werke, wie auch die anderer Autoren. Sein Stück Schrödinger's Dog, das erstmals 1995 ausgestrahlt wurde, gewann den Prix Italia. Die Kurzgeschichte, die daraus entstand, wurde für Gardner Dozois‘ Year's Best Science Fiction ausgewählt.

## Auszeichnungen
- 1981 Ditmar Award für The Dreaming Dragons in der Kategorie „Australian Novel“
- 1989 Ditmar Award für Striped Holes in der Kategorie „Australian Long Fiction“
- 1998 Aurealis Award für The White Abacus als bester Science-Fiction-Roman
- 1998 Ditmar Award für The White Abacus in der Kategorie „Australian Long Fiction“
- 2001 Aurealis Award für Infinite Monkey als beste Science-Fiction-Kurzgeschichte
- 2002 Ditmar Award für Earth is But a Star in der Kategorie „Collected Work“
- 2002 Aurealis Award für Transcension als bester Science-Fiction-Roman
- 2005 IAFA Award in der Kategorie „Distinguished Scholarship“
- 2007 Aurealis Award für K-Machines als bester Science-Fiction-Roman
- 2010 A. Bertram Chandler Memorial Award
- 2010 Theodore Sturgeon Memorial Award für This Wind Blowing, and this Tide

## Bibliografie

### Serien und Zyklen
Die Serien sind nach dem Erscheinungsjahr des ersten Teils geordnet.
The Faustus Hexagram
- 1 The Dreaming Dragons (1980; auch: The Dreaming, 2001)
  - Deutsch: Die träumenden Drachen. Übersetzt von Harro Christensen. Bastei Lübbe Science Fiction Bestseller #22059, 1983, ISBN 3-404-22059-5.
- 2 The Judas Mandala (1982)
- 3 Transmitters: An Imaginary Documentary 1969 – 1984
- 4 The Black Grail (1986)
- 5 Striped Holes (1988)
- 6 The Sea’s Furthest End (1993)

Jack (Kurzromane)
- 1 Jack and the Aliens (2002)
- 2 Jack and the Skyhook (2003)

Players in the Contest of Worlds
- 1 Godplayers (2005)
- 2 K-Machines (2006)

### Romane
- Sorcerer’s World (1970)
- Valencies (1983; mit Rory Barnes)
- The White Abacus (1997)
- Zones (1997; mit Rory Barnes)
- The Book of Revelation (1999; auch: Dark Gray, 2010; mit Rory Barnes)
- Stuck in Fast Forward (1999; mit Rory Barnes)
- Transcension (2002)
- The Game of Stars and Souls (2002)
- The Hunger Of Time (2003; mit Rory Barnes)
- Quipu (2005)
- I’m Dying Here (2006; mit Rory Barnes)
- Human’s Burden (2010; mit Rory Barnes)
- Dark Gray (2010; mit Rory Barnes)
- Post Mortal Syndrome: A Science Fiction Novel (2011; mit Barbara Lamar)
- The Valley of the God of Our Choice, Inc. (2015; mit Rory Barnes)
- Threshold of Eternity (2017; mit John Brunner)
- Yggdrasil Station (2020)

### Sammlungen
- A Man Returned (1965)
- The Dark Between the Stars (1991)
- Uncle Bones (2009)
- Climbing Mount Implausible: The Evolution of a Science Fiction Writer (Kurzgeschichten, Interviews und Essays, 2010)
- The Qualia Engine (2010)
- Adrift in the Noösphere: Science Fiction Stories (2012)
- Gaia to Galaxy: Scripts for Radio (2012)
- Restore Point: Scripts for Radio and Film (2012)
- Starlight Interviews (2017)

### Kurzgeschichten
1964
- The Sea’s Furthest End (1964, in: John Carnell (Hrsg.): New Writings in S-F 1)

1965
- All My Yesterdays (1965, in: Damien Broderick: A Man Returned)
- Every Little Star (1965, in: Damien Broderick: A Man Returned)
- Children of Tantalus (1965, in: Damien Broderick: A Man Returned)
- Darkness Changeling (1965, in: Damien Broderick: A Man Returned)
- The Disposal of Man (1965, in: Damien Broderick: A Man Returned; auch: The Disposal Man, 1967)
- The Howling Sky (1965, in: Damien Broderick: A Man Returned)
- I Remember Man (1965, in: Damien Broderick: A Man Returned)
- Little Tin God (1965, in: Damien Broderick: A Man Returned)
- A Man Returned (1965, in: Damien Broderick: A Man Returned)
- A Question of Conscience (1965, in: Damien Broderick: A Man Returned)
- Requiem in Heaven (1965, in: Damien Broderick: A Man Returned)
- There Was a Star (1965, in: Damien Broderick: A Man Returned)

1969
- The Vault (1969, in: Vision of Tomorrow, #1)

1970
- Incubation (in: Vision of Tomorrow #5, February 1970; mit John Romeril)
- The Star-Mutants (in: Vision of Tomorrow #6, March 1970)
- The Ultimate Weapon (in: Vision of Tomorrow #11, August 1970)

1976
- Growing Up (in: Galileo, September 1976)

1978
- A Passage in Earth (1978, in: Lee Harding (Hrsg.): Rooms of Paradise)
  - Deutsch: Erdenfahrt. In: Josh Pachter (Hrsg.): Top Science Fiction: Dritter Teil. Heyne Science Fiction & Fantasy #4654, 1990, ISBN 3-453-03918-1.

1980
- The Ballad of Bowsprit Bear’s Stead (1980, in: Ursula K. Le Guin und Virginia Kidd (Hrsg.): Edges)
  - Deutsch: Die Ballade von Bogenspriet Bärenhaut. In: Ursula K. Le Guin und Virginia Kidd (Hrsg.): Kanten. Heyne Science Fiction & Fantasy #4015, 1983, ISBN 3-453-30954-5.

1981
- Resurrection (in: Omega Science Digest, November-December 1981)

1982
- The Magi (1982, in: Alan Ryan (Hrsg.): Perpetual Light)
- Coming Back (in: The Magazine of Fantasy & Science Fiction, December 1982)

1983
- I Lost My Love to the Space Shuttle Columbia (in: Amazing Science Fiction, March 1983)
- Drowning in Fire (1983, in: David King (Hrsg.): Dreamworks: Strange New Stories)

1985
- The Interior (1985, in: Damien Broderick: Strange Attractors)
- A Tooth for Every Child (1985, in: David King und Russell Blackford (Hrsg.): Urban Fantasies)

1987
- Thy Sting (in: Omni, June 1987)

1990
- The Sea’s Nearest Shore (1990, in: Aurealis, #2)

1991
- The Drover’s Wife’s Dog (1991, in: Damien Broderick: The Dark Between the Stars)
- The Writeable Text (1991, in: Damien Broderick: The Dark Between the Stars)

1996
- Schrödinger’s Dog (in: Eidolon: The Journal of Australian Science Fiction and Fantasy, Spring 1996)

1998
- The Womb (1998, in: Jack Dann und Janeen Webb (Hrsg.): Dreaming Down-Under)

1999
- Time Out (1999, in: Paul Collins und Meredith Costain (Hrsg.): Time Zones)

2000
- Infinite Monkey (2000, in: Eidolon: The Journal of Australian Science Fiction and Fantasy, Spring 1996)
- Serf (2000, in: Paul Collins und Meredith Costain (Hrsg.): Winners Are Grinners)

2001
- Billennium (2001, in: Damien Broderick: Earth Is But a Star: Excursions Through Science Fiction to the Far Future)

2002
- Schrödingers Catch (2002, in: Cat Sparks (Hrsg.): Agog! Fantastic Fiction)

2003
- Players in the Game of Worlds (2003, in: Margaret Winch und Peter McNamara (Hrsg.): Forever Shores)

2004
- The Meek (2004, in: George Zebrowski (Hrsg.): Synergy SF: New Science Fiction)
- Yggdrasil (2004, in: George Zebrowski (Hrsg.): Synergy SF: New Science Fiction)
- The Final Weapon (2004, in: Rob Gerrand (Hrsg.): The Best Australian Science Fiction: A Fifty Year Collection)

2005
- The Kaluza-Klein Caper (2005, in: Mike Ashley (Hrsg.): The Mammoth Book of New Comic Fantasy)

2009
- Uncle Bones (in: Asimov’s Science Fiction, January 2009)
- This Wind Blowing, and This Tide (in: Asimov’s Science Fiction, April-May 2009)
- The Game of Stars and Souls (2009, in: Damien Broderick: Uncle Bones)
- The Ruined Queen of Harvest World (in: Tor.com, August 18, 2009)
- The Qualia Engine (in: Asimov’s Science Fiction, August 2009)
- Cockroach Love (2009, in: Andromeda Spaceways Inflight Magazine, Issue #41; mit Paul Di Filippo)
- Flowers of Asphodel (in: Asimov’s Science Fiction, October-November 2009)

2010
- Dead Air (in: Asimov’s Science Fiction, February 2010)
- Exorcism (2010, in: Damien Broderick: Climbing Mount Implausible: The Evolution of a Science Fiction Writer)
- The Mirrors of the Sea (2010, in: Damien Broderick: Climbing Mount Implausible: The Evolution of a Science Fiction Writer)
- Murder Is in the Eye of the Beholder (2010, in: Damien Broderick: Climbing Mount Implausible: The Evolution of a Science Fiction Writer)
- Symbol of the Serpent (2010, in: Damien Broderick: Climbing Mount Implausible: The Evolution of a Science Fiction Writer)
- Walk Like a Mountain (2010, in: Damien Broderick: Climbing Mount Implausible: The Evolution of a Science Fiction Writer)
- Under the Moons of Venus (in: Subterranean Online, Spring 2010)
- Walls of Flesh, Bars of Bone (2010, in: Jonathan Strahan (Hrsg.): Engineering Infinity; mit Barbara Lamar)

2011
- Time Considered as a Series of Thermite Burns in No Particular Order (in: Tor.com, May 25, 2011)
- The Beancounter’s Cat (2011, in: Jonathan Strahan (Hrsg.): Eclipse Four: New Science Fiction and Fantasy)
- The Unheimlich Maneuver (2011, in: Luis Ortiz (Hrsg.): The Monkey’s Other Paw: Revived Classic Stories of Dread and the Dead)

2012
- All Summer Long (2012, in: Damien Broderick: Adrift in the Noösphere: Science Fiction Stories)
- Luminous Fish (2012, in: Damien Broderick: Adrift in the Noösphere: Science Fiction Stories; auch: Luminous Fish Scanalyze My Name, 2013; mit Paul Di Filippo)

2013
- Do Unto Others (2013, in: Cosmos: The Science of Everything, July 2005)
- Quicken (2013, in: Damien Broderick und Robert Silverberg: Beyond the Doors of Death)

2017
- Tao Zero (in: Asimov’s Science Fiction, March-April 2017)

### Anthologien
- The Zeitgeist Machine: A New Anthology of Australian Science Fiction (1977; auch: The Zeitgeist Machine: A New Anthology of Science Fiction)
- Strange Attractors (1985)
- Matilda at the Speed of Light (1988)
- Not the Only Planet: Science Fiction Travel Stories (1998)
- Centaurus: The Best of Australian Science Fiction (1999; mit David G. Hartwell)
- Earth Is But a Star: Excursions Through Science Fiction to the Far Future (2001)
- Year Million (2008)
- Beyond the Doors of Death (2013; mit Robert Silverberg)
- Xeno Fiction: More Best of Science Fiction: A Review of Speculative Literature (2013; mit Van Ikin)
- Fantastika (2014; mit Van Ikin)
- You’re Not Alone: Thirty Science Fiction Stories from Cosmos Magazine (2015)

Selected Stories from Science Fantasy (mit John Boston)
- 1 The Daymakers: Selected Stories from Science Fantasy (2014)
- 2 City of the Tiger: More Selected Stories from Science Fantasy (2015)
- 3 Perchance to Wake: Yet More Selected Stories from Science Fantasy (2016)

### Sachliteratur
- The Lotto Effect: Towards a Technology of the Paranormal (1992)
- The Architecture of Babel: Discourses of Literature and Science (1994)
- Reading by Starlight: Postmodern Science Fiction (1994)
- Transrealist Fiction: Writing in the Slipstream of Science (1996)
- The Spike: Accelerating into the Unimaginable Future (1997; auch: The Spike: How Our Lives Are Being Transformed by Rapidly Advancing Technologies, 2001)
  - Deutsch: Die molekulare Manufaktur : Wie Nanotechnologie unsere Zukunft beeinflusst. Übersetzt von Hubert Mania. Rowohlt-Taschenbuch-Verlag (Rororo #61627), Reinbek bei Hamburg 2003, ISBN 3-499-61627-0.
- Theory and Its Discontents (1997)
- The Last Mortal Generation (1999)
- X,Y,Z,T: Dimensions of Science Fiction (2004)
- Ferocious Minds: Polymathy and the new Enlightenment (2005)
- Outside the Gates of Science: Why it’s time for the paranormal to come in from the cold (2007)
- Unleashing the Strange: Twenty-First Century Science Fiction Literature (2009)
- Chained to the Alien: The Best of Australian Science Fiction Review (Second Series) (2009)
- Skiffy and Mimesis: More Best of Australian SF Review (Second Series) (2010)
- Embarrass My Dog: The Way We Were, the Things We Thought (2010)
- Warriors of the Tao: The Best of Science Fiction: A Review of Speculative Literature (2011; mit Van Ikin)
- Science Fiction: The 101 Best Novels 1985-2010 (2012; mit Paul Di Filippo)
- Strange Highways: Reading Science Fantasy, 1950–1967 (2013; mit John Boston)
- Building New Worlds, 1946–1959: The Carnell Era, Volume One (2013; mit John Boston)
- New Worlds: Before the New Wave, 1960–1964: The Carnell Era, Volume Two (2013; mit John Boston)
- Xeno Fiction: More Best of Science Fiction: A Review of Speculative Literature (2013; mit Van Ikin)
- Fantastika at the Edge of Reality: Yet More Best of Science Fiction (2014; mit Van Ikin)
- Intelligence Unbound (2014; mit Russell Blackford)
- Other Spacetimes: Interviews with Speculative Fiction Writers (2015; mit Van Ikin)
- Knowing The Unknowable: Putting Psi to Work (2015)
- Starlight Interviews: Conversations with a Science Fiction Writer (2017)
- Psience Fiction: The Paranormal in Science Fiction Literature (2018)
- Consciousness and Science Fiction (2018)
- The Time Machine Hypothesis: Extreme Science Meets Science Fiction (2019)